# Ośrodek Zapasowy Saperów typ specjalny nr 1
Ośrodek Zapasowy Saperów typ specjalny nr 1 – oddział saperów Wojska Polskiego II RP z okresu kampanii wrześniowej.

## Formowanie i zadania
Ośrodek Zapasowy Saperów typ specjalny nr 1 nie występował w organizacji pokojowej Wojska Polskiego. Był jednostką formowaną zgodnie z planem mobilizacyjnym „W” w Modlinie, w II rzucie mobilizacji powszechnej. Jednostką mobilizującą był 1 Batalion Saperów Legionów.
W skład ośrodka weszły nadwyżki batalionów: 1 saperów, elektrotechnicznego, mostowego i silnikowego. Ośrodek był jednostką ewidencyjną dla pododdziałów zmobilizowanych przez wspomniane bataliony oraz przez 1 Batalion Saperów Legionów, 8 Batalion Saperów i Centrum Wyszkolenia Saperów.
Skład organizacyjny Ośrodka Zapasowego Saperów typ specjalny nr 1:
- dowództwo ośrodka zapasowego,
- kompania gospodarcza,
- dowódca baonu podchorążych saperów,
- 2 kompanie podchorążych rezerwy saperów,
- 1 kompania podchorążych rezerwy pionierów pułków piechoty,
- dowódca grupy saperskiej,
- 4 kompanie saperskie,
- kompania specjalistów,
- kompania elektrotechniczna,
- kompania silnikowa,
- warsztat elektrosilnikowy,
- park ośrodka zapasowego,
- dowódca grupy mostowej,
- 2 kompanie mostowe,
- pluton żeglugi,
- dowódca grupy reflektorów,
- kompania reflektorów[1].

Podany skład należało traktować jako ramowy dla obliczenia zapotrzebowań mob. Szczegółową organizację miał ustalić dowódca ośrodka zapasowego, zależnie od wysokości nadwyżek i warunków lokalnych.

## Działania bojowe OZSap typ specjalny nr 1
W początkach września 1939 dowódcą ośrodka został płk Gorczyński, a już 5 września dowódca po rannym płk. Gorczyńskim został ppłk Ryszard Zyms.
6 września 1939 rozpoczęto ewakuację ośrodka z Modlina do miejscowości Domaczewo – Sławatycze n. Bugiem, ok. 35 km na południe od Brześcia n. Bugiem. Ewakuacja odbywała się samochodami i pieszo, ukończono ją 13 września 1939 Ponieważ jednak w tym dniu Brześć n. Bugiem był zagrożony przez wojska niemieckie, powzięto decyzję przeprowadzenia ewakuacji głębiej na Wschód, w rejon Kowla.   
W celu zabezpieczenia ewakuacji Ośrodka Saperów Nr 1 ppłk Zyms wydał polecenie dowódcy kompanii saperów por. Robertowi Turbaczewskiemu przygotowania do zniszczenia drewnianego mostu drogowego na Bugu w Sławatyczach. Ze względu na to, iż w batalionie elektrotechnicznym nie było wykwalifikowanych saperów – minerów, por. Turbaczewski zmuszony był wybrać 40 saperów z maszerujących pieszo oddziałów. 14 września 1939 most został przygotowany do zniszczenia, jednocześnie zbudowano kładkę zastępczą z materiałów podręcznych. 15 września por. rez. Henryk Gołębiowski wraz z drużyną saperów przygotował do wysadzenia przepust na szosie Brześć – Kodeń – Domaczewo w odległości 5 km od Domaczewa. W godzinach popołudniowych tego samego dnia, por. Sobiewski ze swoim oddziałem opuścił rejon Domaczewa i udał się przez most na zachodni brzeg Bugu. 17 września 1939 o godzinie 17.00 por. Turbaczewski otrzymał rozkaz nakazujący wysadzenie mostu i o godz. 20.15 most został wysadzony. Podczas wysadzania mostu doszło do tragedii, podłączenie zbyt krótkiego lontu spowodowało, że wybuch nastąpił w momencie, gdy przebywali na nim por. Turbaczewski i pomagający mu pchor. Antoni Brunner. Tego ostatniego, pomimo trwających ok. 20 min. poszukiwań, nie udało się odnaleźć. Następnie por. Turbaczewski ze swoimi saperami dołączył do plutonu por. Sobiewskiego udając się na południe – do Włodawy, Włodzimierza Wołyńskiego i Chełma. W Chełmie zatrzymali się na całą dobę starając się dołączyć do jakiegoś oddziału zdolnego do prowadzenia walki. Panujący kompletny chaos i całkowita dezorientacja sprawiły, że razem z por. Sobiewskim postanowili 20 września 1939 kierować się do granicy rumuńskiej po trasie Hrubieszów – Sokal. Marsz prowadził m.in. przez Hodorów, Hołojów do Buska (ok. 30 km od Lwowa). W Busku spotkali się z silną sowiecką kolumną zmotoryzowaną. Wszyscy oni również brali udział w walce z Niemcami pod Kamionką Strumiłową w ramach Oddziału Zmotoryzowanego dowodzonego przez ppłk. Zymsa. Ponieważ posuwanie się na Rumunię czy Węgry było niemożliwe, por. Turbaczewski nakazał dowodzonym przez siebie luźnym oddziałom saperskim marsz w kierunku zachodnim. Zamierzał dołączyć do SGO „Polesie” walczącej w rejonie Zamościa – Kocka. Jednakże w okolicy wsi Zalesie, w powiecie Krasnystaw z powodu braku żywności i benzyny do samochodów rozwiązał oddział oświadczając żołnierzom, że każdy pojedynczo powinien starać się dostać do swojej rodziny lub bliskich.  
16 września Ośrodek Zapasowy Saperów nr 1 wyruszył dalej na wschód pozostawiając w Domaczewie tylko por. Franciszka Sobiewskiego z plutonem wojska. Po dotarciu ośrodka do lasów w pobliżu Kowla ppłk Zyms z kadry i rezerwistów, którymi dowodził sformował oddział, w sile zmotoryzowanego batalionu saperów w pełni uzbrojonego, podporządkował się dowódcy Grupy „Dubno” gen. bryg. st. sp. Stefanowi Strzemińskiemu. Płk Eustachy Gorczyński został dowódcą saperów Grupy „Dubno”. Wraz z oddziałami Grupy „Dubno” wziął udział w przebijaniu się w kierunku Lwowa i granicy rumuńskiej. 21 września zmotoryzowany batalion saperski ppłk. dypl. Zymsa zdobył Kamionkę Strumiłową wypierając z niej pododdziały niemieckiej 4 Dywizji Lekkiej oraz prowadząc pościg aż do miejscowości Mosty Wielkie. W trakcie dalszego marszu w nocy 22/23 września w rejonie Kryłowa batalion został w zasadzce wzięty do niewoli przez oddziały sowieckie. Przed złożeniem broni, jej część udało się zakopać lub zniszczyć. 

### Pododdziały OZSap. typ spec nr 1 działające osobno

#### Wspomnienia por. Roberta Turbaczewskiego
„Ponieważ nie byliśmy w wojnie z ZSRR, a bez walki nie chcieliśmy dostać się do niewoli, postanowiliśmy uderzyć na Niemców pod Kamionką Strumilową. Nie mieliśmy innego, lepszego wyjścia. Chcieliśmy przebić się przez pierścień niemiecki za wszelką cenę. Natarcie prowadziliśmy w dwóch fazach. Pierwsze nie udało się, drugie uderzenie umożliwiło nam dalsze posuwanie się na południe. Walka była krwawa i kosztowała dużo ofiar ludzkich. W Kamionce Strumilowskiej spotkałem ppłk. dypl. Zymsa – dowódcę batalionu elektrotechnicznego, mjr. Szpinko -pierwszego z-cę, dowódcy, mjr. Błażejówskiego – drugiego z-cę dowódcy, por. lekarza Mariana Ostrowskiego, por. Zbigniewa Tomasini, por. Jerzego Ostera.

#### Kompania reflektorów Ośrodka Zapasowego Saperów typ spec. nr 1
Kompania po zmobilizowaniu 4 września została załadowana do transportu kolejowego, w trakcie transportu była atakowana przez lotnictwo niemieckie na stacji Mrozy, gdzie zostało rannych kilku żołnierzy i utracono konie. Po wyładowaniu się z transportu kolejowego w okolicach Siedlec, ponownie maszerującą kompanię zaatakowało lotnictwo niemieckie. 18 września kompania dotarła do Kowla. Podjęto marsz w kierunku Rumunii, jednak w trakcie marszu kompania prowadziła walki z ukraińskimi grupami dywersyjnymi. 19 lub 20 września stoczyła walkę w obronie polskiego pociągu sanitarnego z bandą ukraińską. Z uwagi na trudności w przebyciu zrewoltowanego terenu większość kompanii powróciła do Kowla i 22 września żołnierze zostali rozbrojeni przez wojska sowieckie, oficerowie dostali się do niewoli, a szeregowi rozpuszczeni.

#### Kompania elektrotechniczna (zapasowa) Ośrodka Zapasowego Saperów typ spec. nr 1
Wchodząca po mobilizacji nominalnie w skład OZSSpec nr 1, kompania zapasowa batalionu elektrotechnicznego pod dowództwem por. Dominika Włódarskiego, liczyła około 60 żołnierzy. Działała samodzielnie. 6 września wyruszyła z Nowego Dworu Mazowieckiego marszem pieszym w stronę Brześcia nad Bugiem, a następnie do Kowla. Po osiągnięciu w dniu 20 września Kowla, na wieść o zbliżaniu się do miasta jednostek Armii Czerwonej kompania elektrotechniczna zapasowa natychmiast wycofała się w kierunku Bugu, gdzie w ostatnich dniach września weszła w skład SGO „Polesie”. Kompania elektrotechniczna zapasowa, połączona z 97 kompanią saperów weszła w skład saperów dywizyjnych 60 Dywizji Piechoty „Kobryń”. W składzie oddziałów gen. bryg. Franciszka Klebeerga wzięła udział w bitwie pod Kockiem, razem z nią kapitulując 6 października 1939.

## Obsada personalna
- dowódca ośrodka – płk sap. Eustachy Gorczyński
- zastępca dowódcy – ppłk dypl. sap. Ryszard Włodzimierz Zyms (belektr., od 5 IX 1939 dowódca ośrodka)
- mjr sap. Henryk Bieńkowski (1 bsap.) †1940 Charków[10]
- mjr sap. Kazimierz Ignacy Niewiarowski (rezerwa personalna oficerów przy Inspektorze Saperów) †1940 Charków[11]
- kpt. adm. (br. panc.) Leonard Jan Feiner (CWSap.) †1940 Charków[12]
- kpt. int. Edward II Markiewicz (1 bsap.)
- kpt. lek. dr. Tadeusz Tenderenda (1 bsap.)
- por. Adam Brudkowski → szef saperów Okręgu Lwowskiego AK
- por. sap. Wiktor Józef Chacia (1 bsap.)
- por. sap. Władysław Frączek (1 bsap.)
- por. sap. Czesław Tytus Kosmatko (CWSap.)
- por. sap. Zdzisław Władysław Papciak (1 bsap.)
- por. rez. Stefan Zakrzewski
- ppor. sap. Zygmunt Oranowski (1 bsap.)
- ppor. Józef Piątek
- dowódca oddziału ewakuacyjnego – ppor. Koziełło
- zastępca dowódcy – ppor. sap. rez. Henryk Walkowski[a] (1 bsap.)
- dowódca plutonu – pchor. Cyrana Tadeusz
- dowódca plutonu – pchor. Jeliński Jerzy
- dowódca plutonu – pchor. Kozański Tomasz
- dowódca plutonu – pchor. Klemens Malinowski
- dowódca kompanii reflektorów – ppor. sap. rez. Edmund Czaplicki[b] †1940 Charków[16]
- plut. pchor. rez. Edward Monikowski
- dowódcy kompanii saperów – por. Robert Turbaczewski (belektr.)
- dowódca plutonu – por. sap. Franciszek Sobiewski (belektr) †1940 Charków[17]
- dowódca plutonu – por. sap. rez. inż. Stanisław Gołębiowski (belektr.) †1940 Charków[18][19]
- kpt. int. Piotr Dybaczewski (belektr.) †1940 Charków[20]
- por. sap. Stanisław Lechosław Gierycz †1940 Charków[21]
- por. sap. Jenryk Józef Jabłoński (belektr.) †1940 Charków[22]
- por. sap. rez. Janusz Rządkowski (belektr.) †1940 Charków[23]
- por. sap. Zbigniew Józef Tomasini (belektr.) †1940 Charków[24]
- ppor. sap. rez. pdsc. Mieczysław Zagórski †1940 Charków[25]
- ppor. sap. rez. Mieczysław Wyrozębski lub Wyrożębski (blelktr.) †1940 Katyń[26]
- por. sap. rez. Józef Grzegorz Bazgier (bsiln.)[27]

### Zmotoryzowany batalion piechoty (sformowany 16 IX 1939 z żołnierzy OZSap. typ spec. nr 1)
- dowódca batalionu - ppłk dypl. Ryszard Włodzimierz Zyms[28]
- adiutant batalionu - kpt. Ryszard Kalpas[28]
- dowódca plutonu zwiadu - ppor. Zdzisław Goszczyński[29]
- dowódca 1 kompanii – por. sap. Eugeniusz Sidorowicz †1940 Charków[30]